# Microdiprion pallipes
Microdiprion pallipes is een vliesvleugelig insect uit de familie van de dennenbladwespen (Diprionidae). De wetenschappelijke naam van de soort is voor het eerst geldig gepubliceerd in 1808 door Fallen.